# ميرسي أوبيرو
ميرسي أبوندي أوبيرو (مواليد 27 أغسطس 1978 في نيروبي)، هي بطلة في رفع الأثقال كينية. 
ظهرت ميرسي أوبيرو لأول مرة على المستوى الدولي في دورة ألعاب الكومنولث لعام 2002 في مانشستر حيث فشلت في الحصول على نتيجة في فئة وزن 48 كجم .  بعد أربع سنوات ، شاركت في ألعاب الكومنولث في ملبورن ، حيث احتلت المركز السابع في فئة وزن 63 كجم . في عام 2010 ، تنافست  في ألعاب الكومنولث في دلهي وحصلت على المركز الخامس في فئة وزن 69 كجم .  شاركت أوبيرو في الألعاب الأولمبية الصيفية لعام 2012 في لندن حيث حصلت على حصة غير مستخدمة. احتل Obiero المركز 13 في فئة 69 كجم ، ولكن تم نقله لاحقًا إلى المركز الحادي عشر (الأخير بين الروافع المكتملة) ، بسبب الإقصاء.  كان مجموعها 181 كلغ.  من خلال التنافس في لندن ، كانت أوبيرو أول امرأة كينية في رفع الأثقال في الأولمبياد والثانية من إفريقيا بعد الأوغندية إيرين أجامبو .  في دورة ألعاب الكومنولث 2014 في غلاسكو ، احتل أوبيرو المركز الثامن في فئة وزن 69 كجم للسيدات . 